# Sebilj
Sebilj je dřevěná fontána v orientálním stylu, která se nachází v centru místní části Baščaršija v bosenském hlavním městě Sarajevu. Je jedním ze symbolů města a spolu s okolním tržištěm se často objevuje na pohlednicích města. Název stavby pochází z arabského jazyka a označuje zastavení s vodou.
Původní fontánu zde nechal zbudovat vezír Mehmed Paša Kukavica v roce 1753. V roce 1852 shořela při požáru. V roce 1891 ji navrhl rakouský architekt Alexander Wittek a na místo byla usazena v roce 1913. Objekt, ač symbolický pro Sarajevo, byl však silně inspirován náhrobkem (turbe) osmanského architekta Mimara Sinana, který stojí v Istanbulu.
Repliky kašny byly v průběhu moderní doby umístěny v řadě měst po světě, včetně Birminghamu, Bělehradu, St. Louis, v regionu potom ve městech Rožaje a Novi Pazar.